# Prostřední Suchá
Prostřední Suchá (deutsch Mittel Suchau polnisch Sucha Średnia) ist ein nordöstlicher Stadtteil von Havířov in Tschechien. Er liegt am Bach Sušanka, zwischen den Schwestersiedlungen Dolní Suchá im Westen und Horní Suchá im Osten.

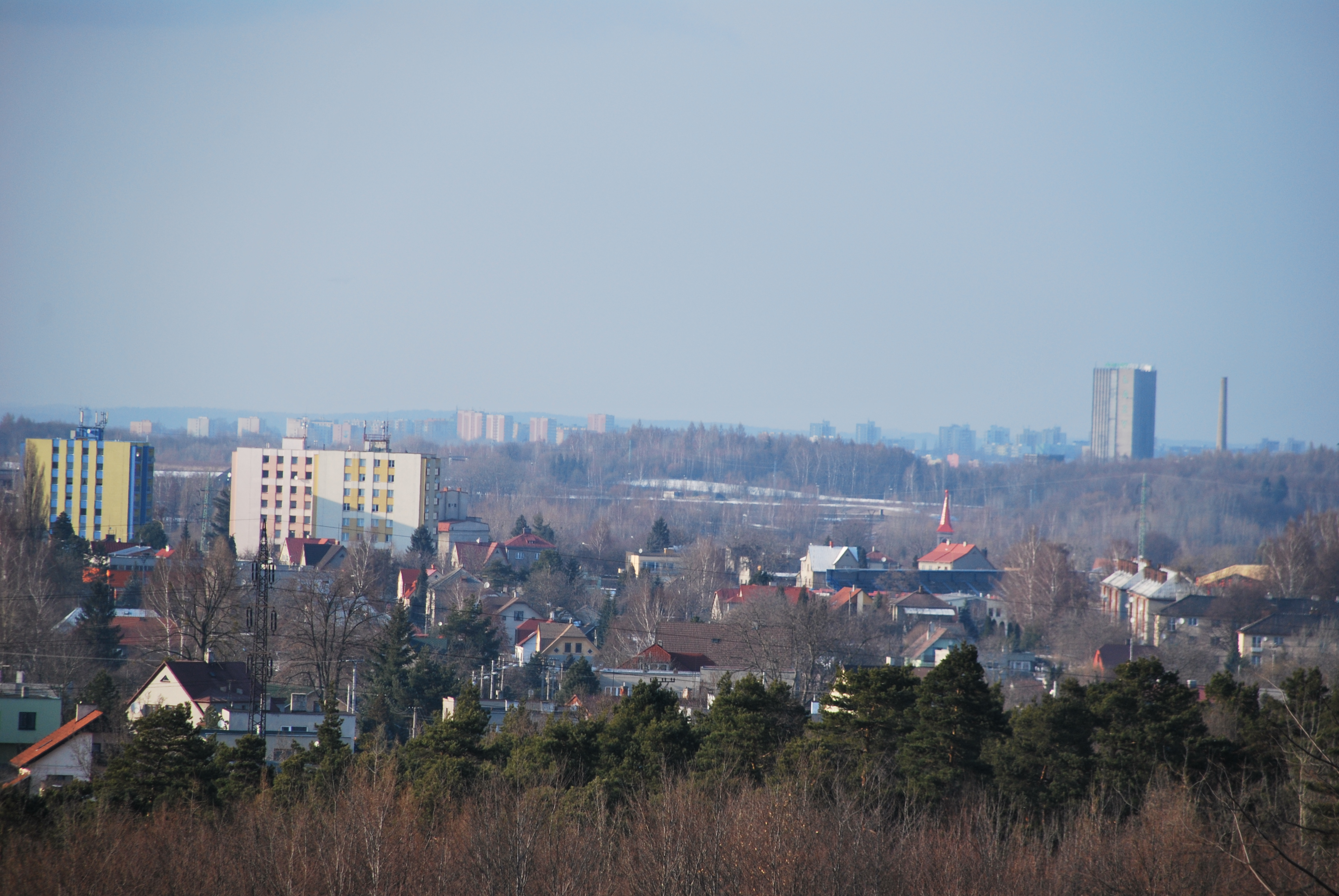
Überblick von Prostřední Suchá vom Westen nach Osten

## Geschichte
Zunächst wurde die beiden Suchau (Sucha utraque) im Liber fundationis episcopatus Vratislaviensis (Zehntregister des Bistums Breslau) zirka 1305 erwähnt, d. h. Nieder- (im Westen) und Ober- (im Osten) Suchau, das dritte Mittel-Suchau wurde erst im 18. Jahrhundert deutlich ausgegliedert, z. B. die Erwähnung von Statek w Postrzedni Suchey leżyczy (Gut im Mittel-Suchau) im Jahr 1725. Der Ortsname Sucha ist topographischer Herkunft, vom gleichnamigen Bach (das Adjektiv suchy – trocken, im Sinne [saisonal] ausdörrender [Bach]) abgeleitet. Die im Jahr 1447 erstmals erwähnte römisch-katholische Pfarrei Sucha wurde zunächst als in Nieder-Suchau (z. B. Capella in Sucha-Inferiori im Bericht der bischöflichen Visitation nach der Reformation) verortet, später abwechselnd mit Mittel-Suchau.
Die Ausgliederung des Dorfs ist mit anderem privaten Besitztum zu Nieder- und Ober-Suchau verbunden. In der Beschreibung Teschener Schlesiens von Reginald Kneifl im Jahr 1804 war Suchau (Mittel) ein dem herrn Richard Freyherrn von Mattincloit gehöriges Gut und Dorf im Teschner Kreis. Das Dorf hatte 70 Häuser mit 503 Einwohnern schlesisch-polnischer Mundart, die der Lokalie in Nieder-Suchau eingepfarrt waren.
Nach dem Breslauer bischöflichen Schematismus 1847 gab es 770 Dorfbewohner (340 Römisch-Katholiken, 425 Lutheraner, 5 [jiddischsprachige] Juden) polnischer Sprache. Nach der Aufhebung der Patrimonialherrschaften bildete Mittel-Suchau ab 1850 eine Gemeinde in Österreichisch-Schlesien, Bezirk Teschen und ab 1868 im Bezirk Freistadt. Derweil nahm die ethnographische Gruppe der schlesischen Lachen (Untergruppe der Schlesier) deutliche Gestalt an, wohnhaft in Mittel-Suchau, traditionell Teschener Mundarten sprechend. Nach der Eröffnung der Montan-Bahn (1870) und der Kaschau-Oderberger Bahn (1871), sowie dem Gründerkrach aus den 1870er Jahren kam dazu in die Gegend eine große Welle von Einwanderern aus Westgalizien, in geringeren Maße aus Mähren, in Nieder- und Mittel-Suchau besonders nach der Eröffnung des großen Kaiser Franz Joseph Schacht (heute Důl Dukla) im Jahr 1907. Mittel-Suchau lag außerdem nicht weit der sprachlichen Grenze zu der mährischen Lachischen Sprache (auf der ethnographischen Karte der Österreichischen Monarchie von Karl von Czoernig-Czernhausen aus dem Jahr 1855 lag es an der polnischen Seite der sprachlichen Grenze entlang der Luczina) und im Grenzbereich der Wechselwirkungen der tschechischen und polnischen Nationalbewegungen. Dies spiegelte sich z. B. in den österreichischen Volkszählungen in den Jahren 1880 bis 1910, wo immer ein großer Teil der ansässigen „Wasserpolaken“ ihre Umgangssprache als Böhmisch (=Tschechisch) und nicht Polnisch (von 1880 stieg diese Anzahl von 32,1 % auf 42,8 % in 1910), wie im stark polnischen Ober-Suchau, deklarierten. Im frühen 20. Jahrhundert entflammte allen Ernstes ein nationaler Konflikt zwischen Polen und Tschechen, dessen Kulmination der Polnisch-Tschechoslowakische Grenzkrieg im Jahr 1919 war.

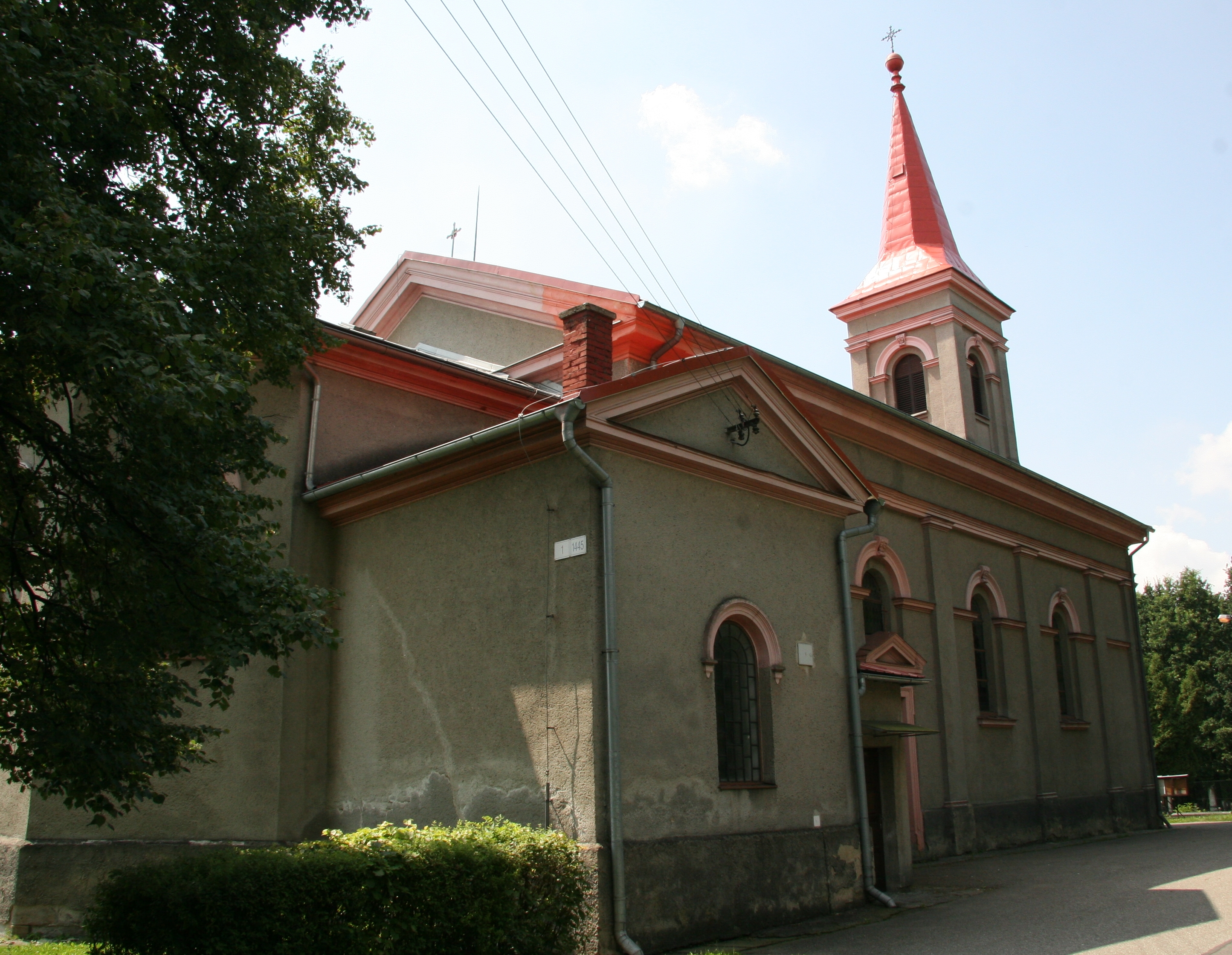
Römisch-katholische Kirche

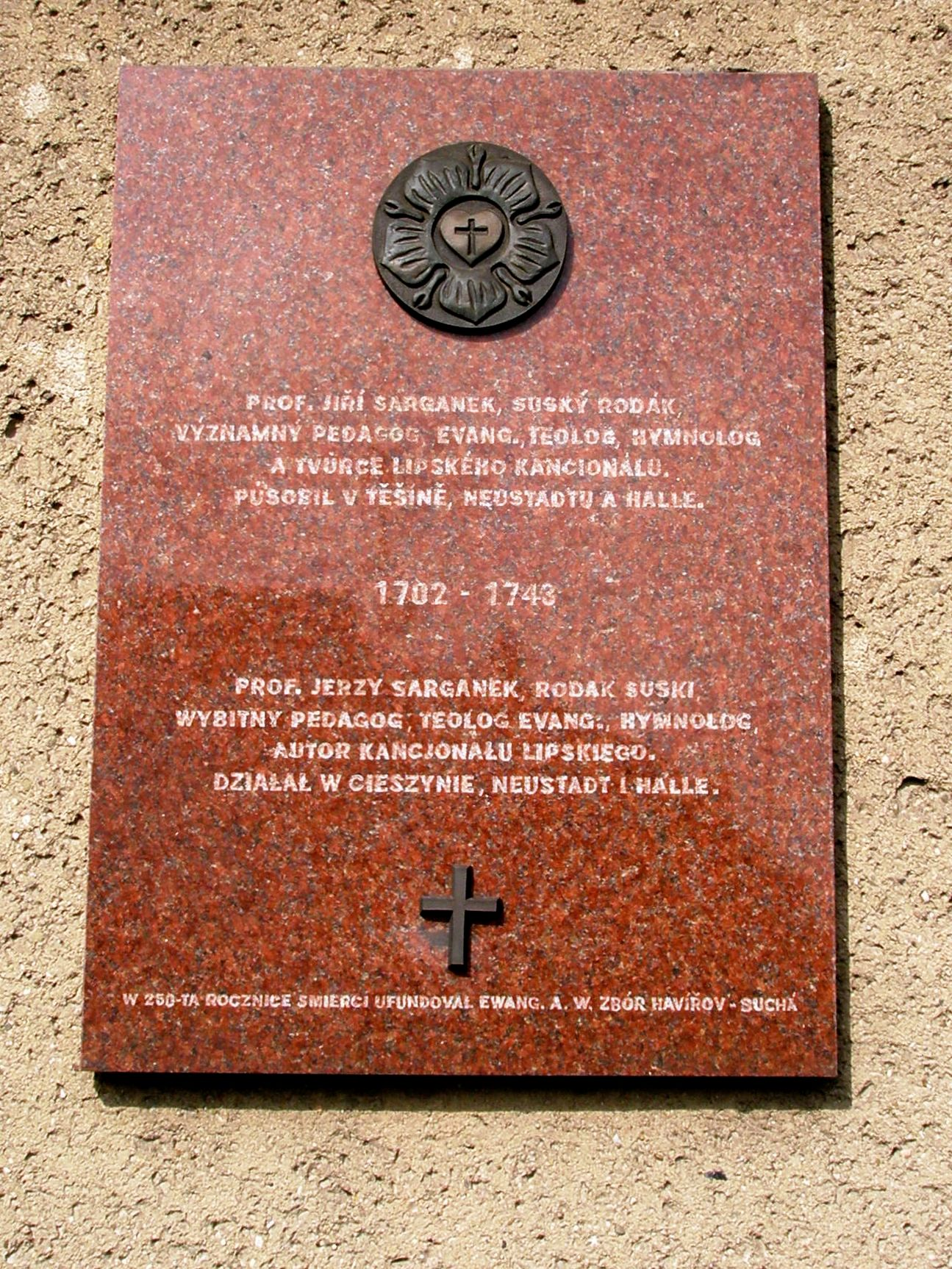
Zweisprachige Plakette an der evangelischen Kirche über Jiří Sarganek bzw. Jerzy Sarganek bzw. Georg Sarganeck (1702–1743), einem pietistischen Theologen, der im tschechischen, lateinischen und deutschen schrieb

1918, nach dem Zusammenbruch der k.u.k. Monarchie, wurde das Gebiet von Teschen strittig. Am 5. November teilte der Vergleich zwischen polnischen und tschechischen Nationalräten das Gebiet meistens entlang der ethnischen Trennlinien, aber in der Wirklichkeit gemäß der nationalen Verhältnisse in den Gemeindeverwaltungen. Deswegen fielen Nieder-Suchau und Mittel-Suchau schon damals in tschechisches Staatsgebiet, im Gegensatz zur Ober-Suchau, trotz der Mehrheit polnischsprachiger bzw. polnischer Herkunft.
In der Zwischenkriegszeit wurde eine evangelische Kapelle auf dem Friedhof aus dem Jahr 1860 erbaut. 1937 wurde sie in eine Kirche umgebaut, ab 1949 Sitz einer Gemeinde der Schlesischen Evangelischen Kirche A.B., die um 3500 Lutheraner umfasste. 1938 wurde es als Sucha Średnia an Polen angeschlossen. Im Jahr darauf, nach der Besetzung Polens kam es zum Deutschen Reich (Landkreis Teschen).
1950 wurden Nieder- und Mittel-Suchau miteinander eingemeindet. 1960 wurde sie danach nach die neue sozialistisch-realistische Arbeiterstadt Havířov eingemeindet. Die Zeche Dukla wurde nach dem Jahr 2006 stillgelegt, im Vergleich zu Nieder-Suchau wurde jedoch Mittel-Suchau nicht so entvölkert, u. a. dank einigen Plattenbausiedlungen. Die Bergschäden führten jedoch u. a. zur Bodenabsenkung von über 17 Metern unter der evangelischen Kirche.

### Einwohnerentwicklung
| Jahr      | 1869 | 1880 | 1890 | 1900 | 1910 | 1921 | 1930 | 1950 | 1961 | 1970 | 1980 | 1991 | 2001 |
| --------- | ---- | ---- | ---- | ---- | ---- | ---- | ---- | ---- | ---- | ---- | ---- | ---- | ---- |
| Einwohner | 828  | 860  | 1001 | 1467 | 3052 | 4238 | 4783 | 4748 | 4452 | 4957 | 4548 | 5185 | 5442 |

1. ↑  Darunter: 574 (67,8 %) polnischsprachig, 272 (32,1 %) tschechischsprachig, 1 (0,1 %) deutschsprachig;
2. ↑  Darunter: 623 (62,2 %) polnischsprachig, 377 (37,7 %) tschechischsprachig, 1 (0,1 %) deutschsprachig;
3. ↑  Darunter: 840 (57,6 %) polnischsprachig, 609 (41,8 %) tschechischsprachig, 9 (0,6 %) deutschsprachig;
4. ↑  Darunter: 1666 (55,3 %) polnischsprachig, 1289 (42,8 %) tschechischsprachig, 55 (1,8 %) deutschsprachig; 1872 (61,3 %) römisch-katholisch, 1145 (37,5 %) evangelisch, 19 (0,6 %) israelitisch;